# Porr
Porr – wieś w Armenii, w prowincji Wajoc Dzor. W 2011 roku liczyła 134 mieszkańców.